# Євтушенко Микола Юрійович
Мико́ла Ю́рійович Євтуше́нко (1 січня 1944, Степанівка Сумської області — 26 лютого 2024) — український гідробіолог. Доктор біологічних наук. Член-кореспондент НАН України (обрано 25 листопада 1992 року).

## Біографія
1973 року закінчив біологічний факультет Київського університету, здобув кваліфікацію біолога-фізіолога людини і тварин, викладача біології і хімії.
Від 1973 року працює в Інституті гідробіології АН УРСР (нині НАН України). Від 1985 року завідувач відділу та заступник директора.
Наукові праці стосуються проблем екологічної фізіології та біохімії водних організмів, водної токсикології, іхтіології.

## Нагороди
- Почесна Грамот Президії Верховної Ради Української РСР (1991),
- Почесна Грамота Кабінету Міністрів України (2003),
- Нагрудний знак «Відмінник освіти України» (2003),
- Нагрудний знак «Петро Могила» (2007).